# Penrith (Royaume-Uni)
Pour les articles homonymes, voir Penrith.
Penrith est un bourg et une communauté autonome (c'est-à-dire indépendante d'une civil parish) du comté de Cumberland, en Angleterre. Située dans la vallée de l’Eden, au nord de l’Eamont, elle n’est qu'à 5 km des limites du parc national de Lake District. Les autres rivières ceinturant l'agglomération sont la Lowther et le Petteril. Un petit canal de jonction, appelé Thacka Beck, traverse la ville, en connectant le Petteril et l’Eamont. Pendant des siècles, c'est par ce canal que le marché était approvisionné.
D'un point de vue historique, Penrith fut longtemps rattachée au Cumberland, comté auquel est subordonné le Conseil de District d’Eden, dont le siège est en ville. Penrith était naguère le siège des conseils de district urbain et rural de Penrith. Penrith n'a donc pas de conseil municipal en propre (statut d’unparished area).

## Histoire

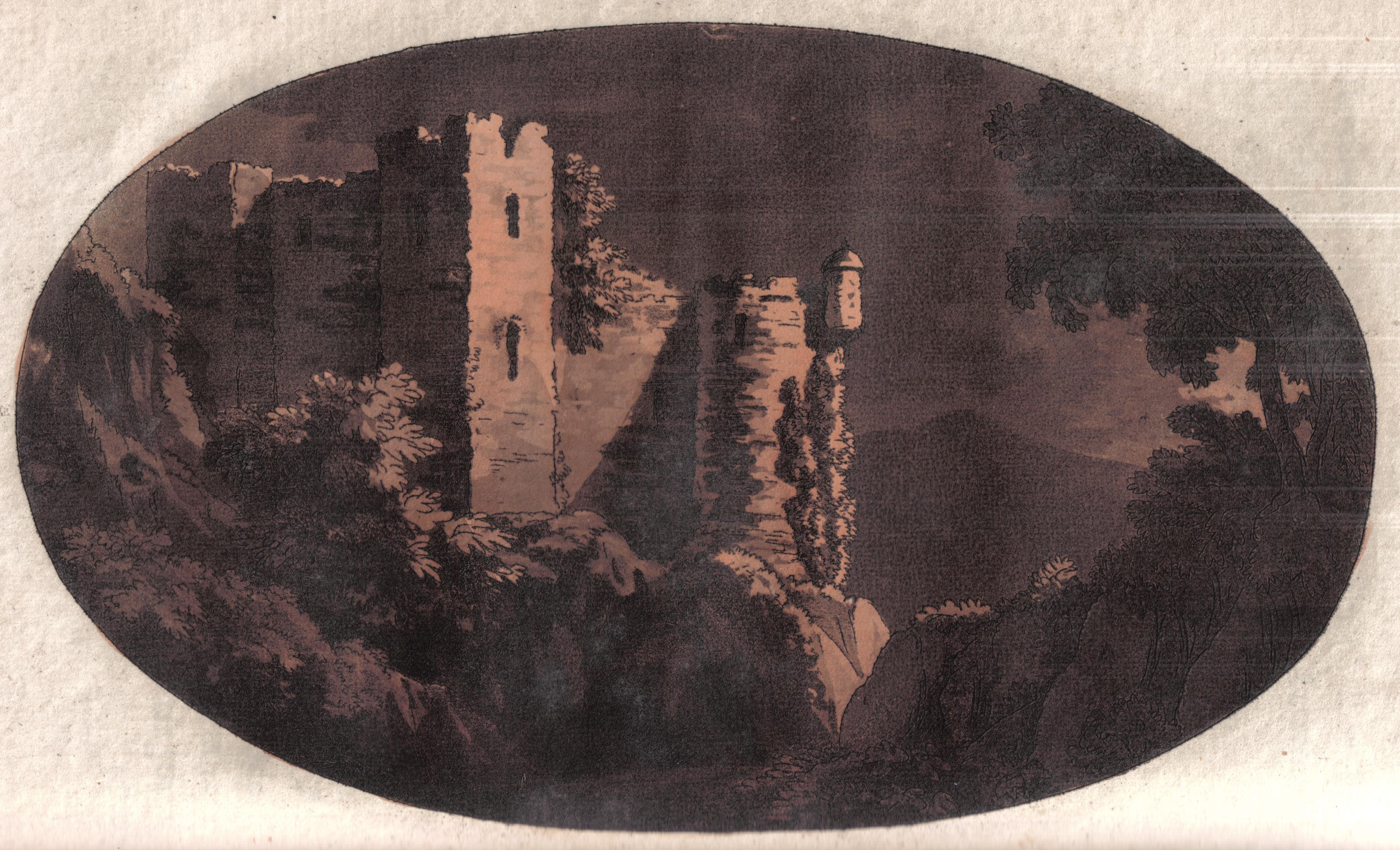
Le Château de Penrith en 1772.

### Toponymie
On admet généralement que le nom de l'endroit, Penrith, est d’origine celtique, bien que la signification exacte du mot continue d'être très débattue.
Plusieurs spécialistes, privilégient une corruption des parlers locaux apparentés au gallois : pen signifiant « tête, chef » et -rhyd « gué ». Le nom signifierait alors « grand gué », ou « gué de la colline ».
Les arguments à l'encontre de cette théorie s'appuient sur le fait que la ville actuelle se trouve à plus d'un kilomètre du premier franchissement de l’Eamont. D'autre part, l'étymologie galloise pourrait tout aussi bien s'expliciter en alternative pen–rhudd (« colline rouge »), qui pour le coup ferait référence à la grande colline de Beacon Hill qui domine au nord-est de la ville. Il y a d'ailleurs un lieu-dit de Redhills au sud-ouest, le long de l’autoroute M6.

### Archéologie
La voie romaine qui reliait Manchester à Carlisle desservait Penrith : un tronçon en a été mis au jour lors de travaux d’excavation réalisés en prévision d'une extension du cimetière ; les vestiges étaient plus nombreux et mieux préservés en dehors des champs ; ailleurs, les pavés et les pierres de calage de la chaussée ont été entièrement remaniés et déplacés au fil des labours successifs. Cette route a été construite en déblai avec force terrassements. Les pavés ont dû être extraits dans une carrière voisine, et ont été calés et compactés avec les graviers du sol en place pour former une assise ferme, avec un léger dévers de part et d'autre le milieu de la chaussée. Le tas de pavés visible en plan sur le coteau nord de la chaussée est peut-être le vestige d'un orthostate. La surface de la chaussée était faite de pavés mêlés de blocs de grès, couvert de gravier pour donner un aspect uni. Des fossés perpendiculaires à la voie passaient à intervalles réguliers sous le dallage pour assurer le drainage.

### Monuments
La grande église est Saint-André, édifiée entre 1720 et 1722 dans un impressionnant style hellénisant, en s'appuyant sur une tour médiévale (XIIIe siècle). Le vieux cimetière comporte plusieurs tombes anciennes dont deux menhirs appelés Giant’s Grave et Giant’s Thumb, vestiges d'une croix de pierre viking datée des alentours de l'an 920.

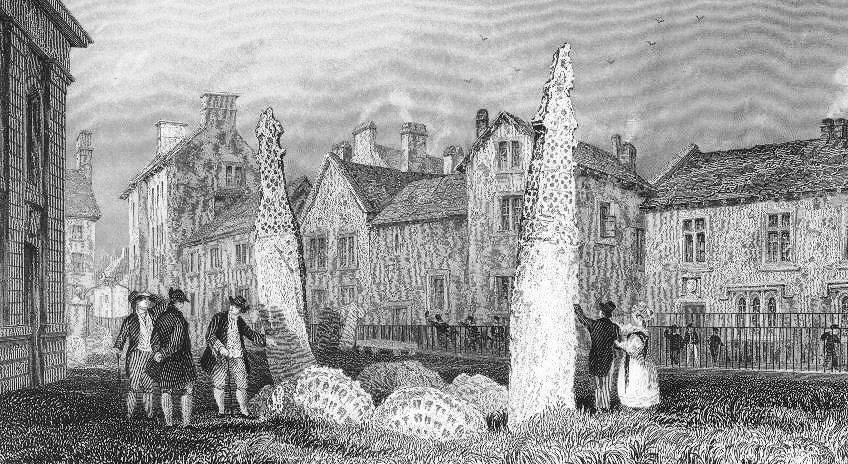
Le menhir appelé Giant’s Grave, dessiné vers 1835.

Les ruines du château de Penrith (XIVe – XVIe siècle) et celles, plus considérables, du château de Brougham, sont visibles depuis la gare voisine. English Heritage organise les visites.
Au sud de la ville se dressent les alignements de pierre de Mayburgh Henge et de la « Table Ronde », conservées par English Heritage.

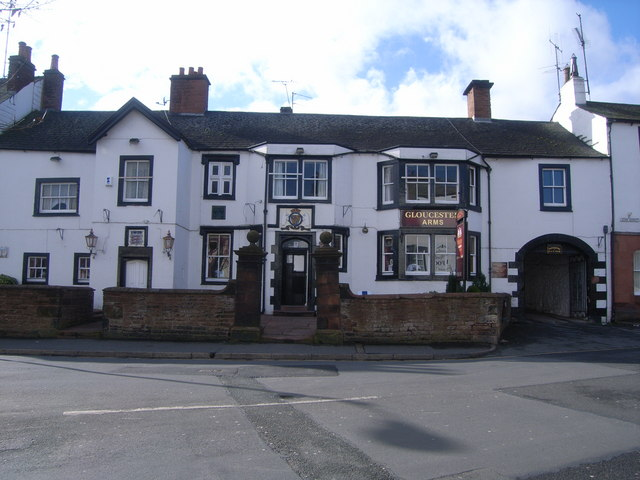
Dockray Hall

Au centre-ville, la « Tour de l'Horloge » a été érigée en 1861 en l’honneur de Philip Musgrave d’Edenhall. Le manoir de Hutton Hall, sur Folly Lane, qui remonte au XVIIIe siècle, conserve côté cour une tour de guet du XIVe siècle. Le pub Gloucester Arms, qui s'appelait autrefois Dockray Hall, remonterait à 1470 et comporte des vestiges d'une autre tour de guet.
Penrith est réputée pour le nombre de ses sources, qui sont de temps immémorial l'objet de fêtes rituelles à certains jours du mois de mai. À 5 km au sud-ouest de la ville, le long de l’Eamont, se trouvent des cavernes troglodytes appelées Giants’ caves dont la source est consacrée à Ninien. Ces grottes ont été creusées dans un sol de grès du Permien inférieur avec les brèches et argiles rouges qui y sont associées.
Au nord, la colline boisée de Beacon Hill, autrefois appelée Penrith Fell, comportait un observatoire. Il servit pour la dernière fois en 1804, au plus fort des guerres napoléoniennes. Traditionnellement, Beacon Pike était plutôt un poste de guet tourné vers l’Écosse. De nos jours, quoiqu'enclavée dans un parc privé propriété de Lowther Estates, la colline préserve une forêt appréciée des touristes. Par temps clair, on peut de là admirer toute la vallée de l'Eden, les fells locales, les Pennines et le nord du Lake District. Comme on l'a dit plus haut, Beacon Hill est sans doute à l'origine du toponyme de Penrith : « colline rouge » en langue celtique.
L’Université de Cumbria possède un campus juste à la sortie de la ville, à Newton Rigg.
Une statue de King Kong de 5,50 m en fibre de verre dominait naguère la place du marché ; elle a depuis été déplacée dans la banlieue de Penrith.

## Administration
Penrith fut entre 1894 et 1974 un district urbain jusqu'à ce qu'elle soit intégrée au District d’Eden. Auparavant, c'était un sanitary district présidé par le Local Board of Health.
Outre la ville proprement dite, le district comprenait les hameaux de Carleton (aujourd'hui un faubourg de Penrith), Bowscar, Plumpton Head et une partie du village d’Eamont Bridge. Ce district était divisé en 4 quartiers : Nord, Sud, Est et Ouest, qui sont restés l'armature des administrations municipales jusque dans les années 1990.
À partir de 1906 le conseil de district siégeait à l'hôtel de ville de Penrith, formé de deux maisons dont la construction est attribuée à Robert Adam.
Dans les années 1920, le château de Penrith devint propriété du Conseil de district. Le parc devint jardin public, et deux lotissements, Castle Hill et Tyne Close Housing Estate, furent aménagés à proximité. Les autres logements collectifs d'avant-guerre sont Fair Hill et Castletown. À la Reconstruction qui suivit la Seconde Guerre mondiale, d'autres quartiers d'immeubles furent construits : Scaws, Townhead et Pategill.
Le district était enclavé dans le District rural de Penrith, et délimité au sud par l'Eamont, qui marque la frontière du Westmorland.

## Géographie

### Climat
Comme les autres îles Britanniques (Irlande, Île de Man, Île de Wight, etc.) et le nord de l'Angleterre, Penrith connaît un climat océanique aux étés frais et aux hivers doux. La station météorologique la plus proche est celle de Newton Rigg, à environ 1 500 m du centre-ville. Les records de température sont de 31,1 °C (août 1990) et −17,8 °C (février 1969), bien que ce dernier record ait manqué de peu d'être éclipsé par les −17,7 °C atteints en décembre 2010. Newton Rigg détient aussi le record de la plus basse température de mois d’avril jamais enregistrée en Angleterre −15 °C en avril 1917.

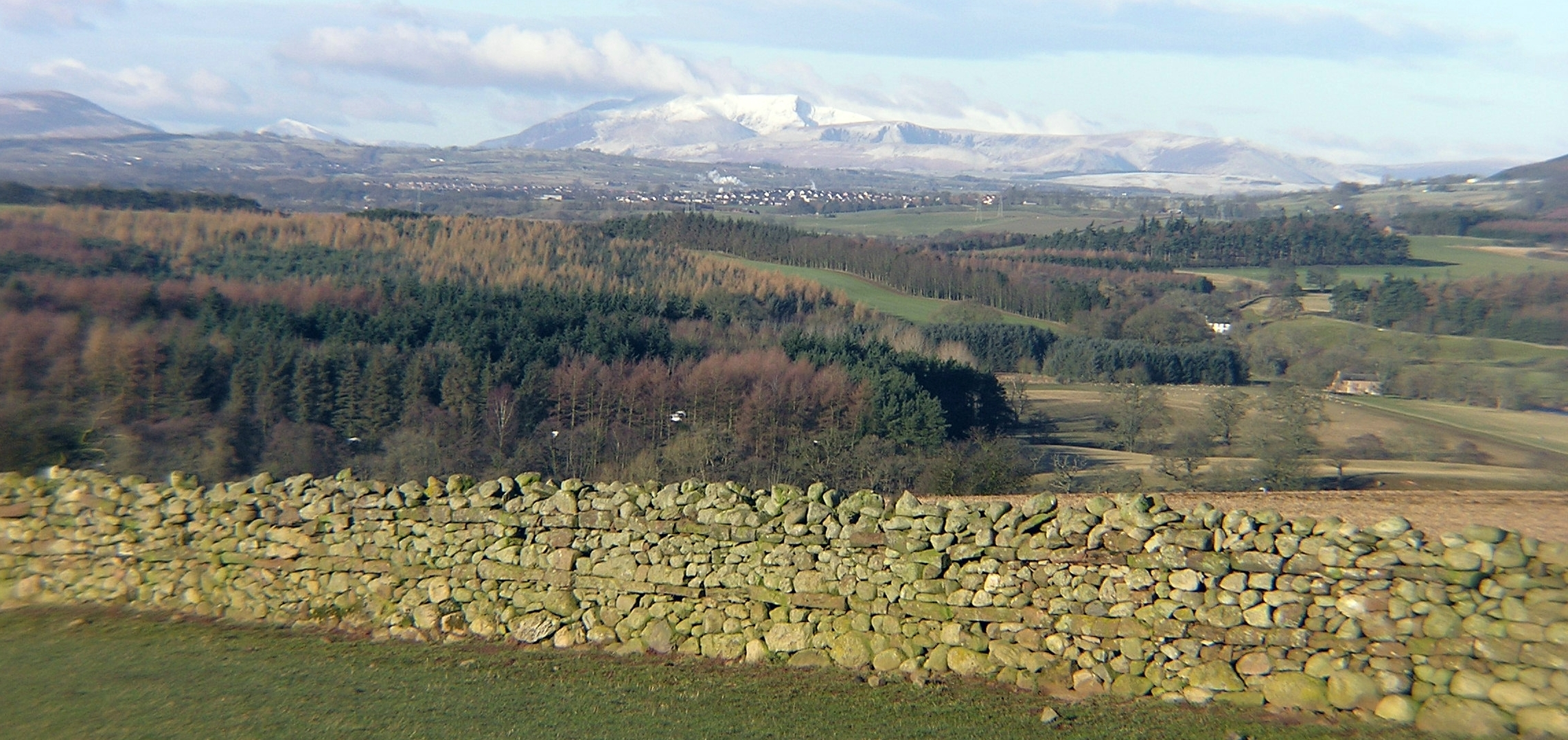
Blencathra et les montagnes de Caldbeck Fells, à l'ouest de Penrith, vus depuis la route B6412 à Culgaith.

| Mois                              | jan.  | fév.  | mars  | avril | mai   | juin | jui.  | août  | sep.  | oct. | nov.  | déc.  | année   |
| --------------------------------- | ----- | ----- | ----- | ----- | ----- | ---- | ----- | ----- | ----- | ---- | ----- | ----- | ------- |
| Température minimale moyenne (°C) | −16,7 | −17,8 | −13,9 | −7,2  | −4,4  | −0,3 | 1,7   | 0,6   | −2,2  | −6   | −12,6 | −17,7 | −17,7   |
| Température maximale moyenne (°C) | 12,8  | 14,4  | 20,6  | 24,6  | 26,9  | 29,1 | 29,5  | 31,1  | 26,7  | 21,7 | 16,7  | 15    | 31,1    |
| Ensoleillement (h)                | 36,3  | 55,4  | 89,9  | 130,8 | 175,2 | 168  | 166,2 | 149,7 | 113,7 | 79,4 | 45,6  | 33,2  | 1 243,2 |
| Précipitations (mm)               | 103,1 | 72,6  | 76,9  | 50,4  | 54,9  | 56   | 62,1  | 69,6  | 77    | 97,1 | 101   | 108,5 | 929,2   |

### Transport
Penrith se trouve à la sortie 40 de l’autoroute M6. Les routes nationales A66, A6 et A686 traversent la ville. Penrith est aussi une gare ('Penrith North Lakes', construite en 1846) de la West Coast Main Line. Depuis la réhabilitation de la West Coast Main Line en 2008, le nombre d'arrêts quotidiens à Penrith a été revu à la baisse et seuls les trains interrégionaux desservant Londres, Birmingham, Manchester, Glasgow et Édimbourg s'y arrêtent.
La compagnie National Express gère deux lignes de bus desservant Penrith.
La piste cyclable no 7 du National Cycle Network passe à Penrith, et la National Route 71 passe juste au sud.

## Personnalités
Penrith était la ville natale de la mère de William Wordsworth : le poète y a passé une partie de son enfance, et fréquenta l'école communale, où il était ami avec Mary Hutchinson, qui deviendra sa femme.
George Leo Haydock (1774–1849) qui édita la version anglaise de la Bible de Douai, fut curé de l'église de Penrith de 1839 à sa mort en 1849.
Le député et réformateur social Samuel Plimsoll passa une partie de son enfance à Page Hall, une maison dans Foster Street. Un pâté de maisons, Plimsoll Close rappelle son action.
Mary, la femme du Premier ministre Harold Wilson, grandit à Penrith, dans Duke Street, où son père était pasteur de l’Église réformée.
L’écrivain victorien Frances Trollope (mère d’Anthony Trollope) vécut quelques années dans une maison appelée Carleton Hill (à ne pas confondre avec Carleton Hall) juste à la sortie de la ville sur la route d'Alston.
L'ingénieur écossais John Loudon McAdam, inventeur des chaussées en macadam (à ne pas confondre avec les enrobés au bitume désignées aujourd'hui sous ce nom) vécut à Cockell House dans le quartier de Townhead. Autour de Cockell House, deux rues commémorent le célèbre inventeur : Macadam Way et Macadam Gardens.
L'acteur Charlie Hunnam, le pilote de course Oliver Turvey, et le joueur de rugby Will Addison, qui débuta dans l’Aviva Premiership le 8 avril 2011 contre Gloucester Rugby âgé de seulement 18 ans, ont fréquenté la grammar school Reine Élisabeth (QEGS) et vivent dans la région.
Angela Lonsdale, née à Penrith, est une actrice interprétant un rôle de femme policier (Emma Taylor) dans la série Coronation Street . Elle interprète aussi le rôle d'Eva Moore dans un soap de la BBC, Doctors.

## Les commerces

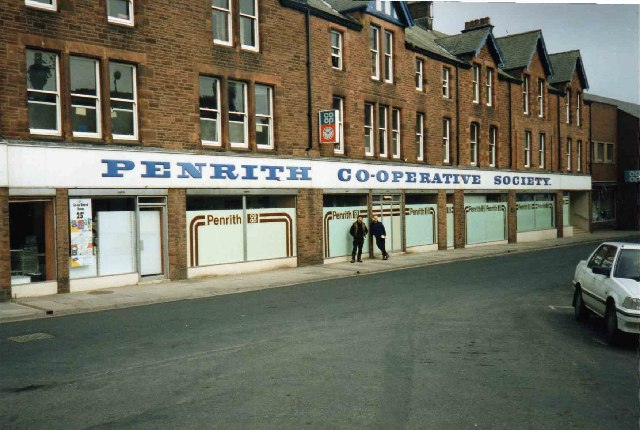
La coopérative de Penrith gère une halle aux produits frais et un supermarché dans le centre-ville.

Petite ville rurale dont l’économie tient principalement à l'agriculture, Penrith n'est pas très animée : on y trouve quelques pubs, la ville ayant eu à une époque jusqu'à cinq brasseries en activité. Il y a plusieurs restaurants.
Le Lonsdale (appelé autrefois l’Alhambra) est un cinéma de Middlegate construit en 1910 par William Forrester. Jusqu'en 1980, il y avait un autre cinéma. Le Penrith Players Theatre, l’Ullswater Community College et la grammar school Reine Élisabeth abritent de temps en temps des pièces de théâtre amateur.

## Dans les médias
Penrith est le décor d'un roman de Geoffrey Trease, Cue for Treason (1940). On y a aussi tourné en 1986 le film Withnail and I, de Bruce Robinson. L'action de ce film de genre est censée se passer dans le Penrith traditionnel, mais il a été tourné pour l'essentiel dans la ville voisine de Shap. La scène des « Penrith Tea Rooms » a été filmée par Milton Keynes à Stony Stratford.

## Églises

### Église anglicane
- St Andrew, au cœur de la ville, était l'église paroissiale de Penrith.
- Christ Church, à Drovers Lane/Stricklandgate, dessert l'autre paroisse de Penrith. Elle ouvrit ses portes en 1850.

### Église catholique
- L’église Sainte-Catherine, dans Drovers Lane.

### Mouvements protestants
- L’Église méthodiste de Penrith, dans Wordsworth Street.
- Le temple de l’Église réformée dans Lowther Street
- La Société des Amis, dans Meeting House Lane.
- L’église évangélique de Gospel Hall, à l'angle de Albert Street et de Queen Street.
- King’s Church Eden est un temple du Renouveau charismatique.

## Jumelage
Depuis 1989, Penrith est jumelée avec son homonyme australienne, située en Nouvelle-Galles du Sud,.

## Le carnaval de mai
À Penrith, la fête traditionnelle de l’Arbre de mai, le premier lundi de ce mois, s'accompagne d'un carnaval, avec son défilé, sa troupe folklorique et ses manèges dressés sur les parkings de Great Dockray et la place du marché. Le défilé comporte d'ordinaire plus de trente chars, des voitures de collection, une fanfare, des célébrités du pays et les membres du Lions Club. Il part de la cour de l’Ullswater Community College et se disperse à la gare routière. Plusieurs rues du centre-ville sont barrées pour l'occasion. Le carnaval est organisé par le Lions Club.